# Imbradas
Imbradas è una città del distretto di Zarasai della contea di Utena, nel nord-est della Lituania e al confine con la Lettonia. Secondo un censimento del 2011, la popolazione ammonta a 224 abitanti.
Non è molto distante da Aviliai e Antazavė.
Costituisce il centro principale dell’omonima seniūnija.

## Nome

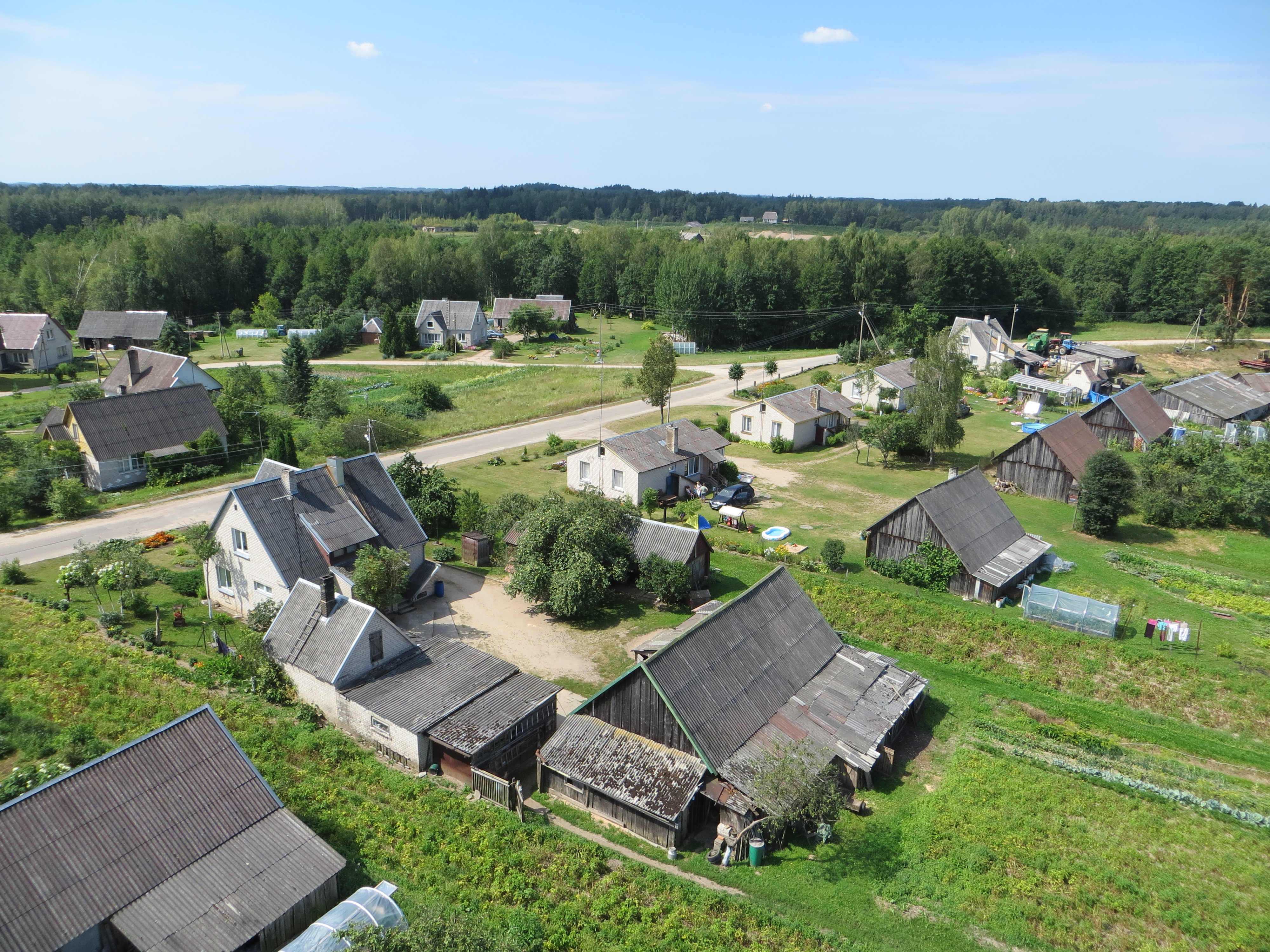
Imbradas vista dall’alto

L'etimo deriva dal lago omonimo adiacente. Il nome di quest'ultimo è probabilmente correlato al verbo lituano imbristi (guadare).

## Storia

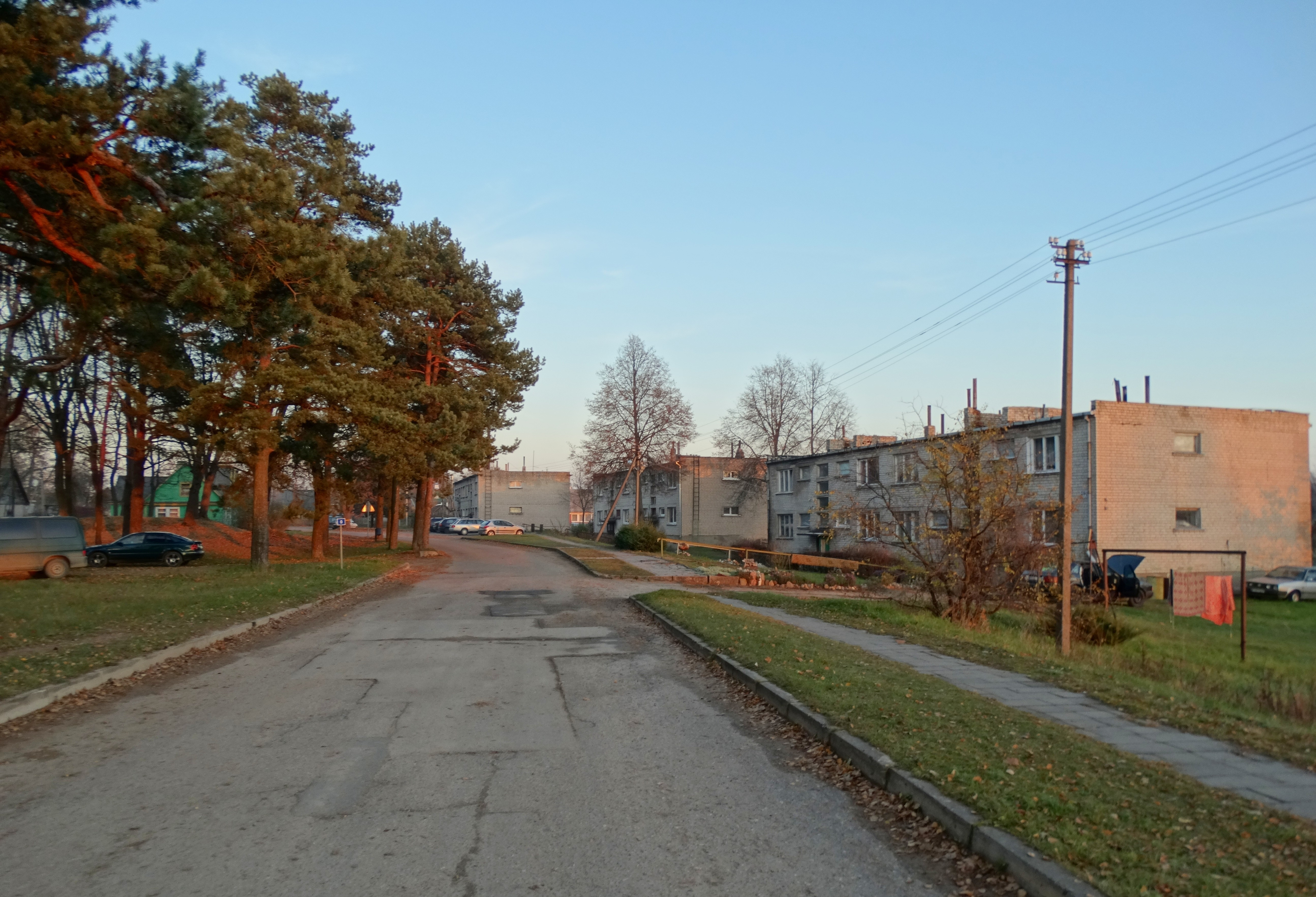
Condomini

Nel 1677, le fonti parlano del maniero di Imbradas. La prima chiesa locale fu costruita nel 1787. Nel 1920, fu eretta una scuola elementare. 
In epoca sovietica, era l'insediamento centrale delle fattorie collettive di Stelmužė.
Vicino Imbradas, è stata trovata una moneta dell’imperatore romano Marco Aurelio.

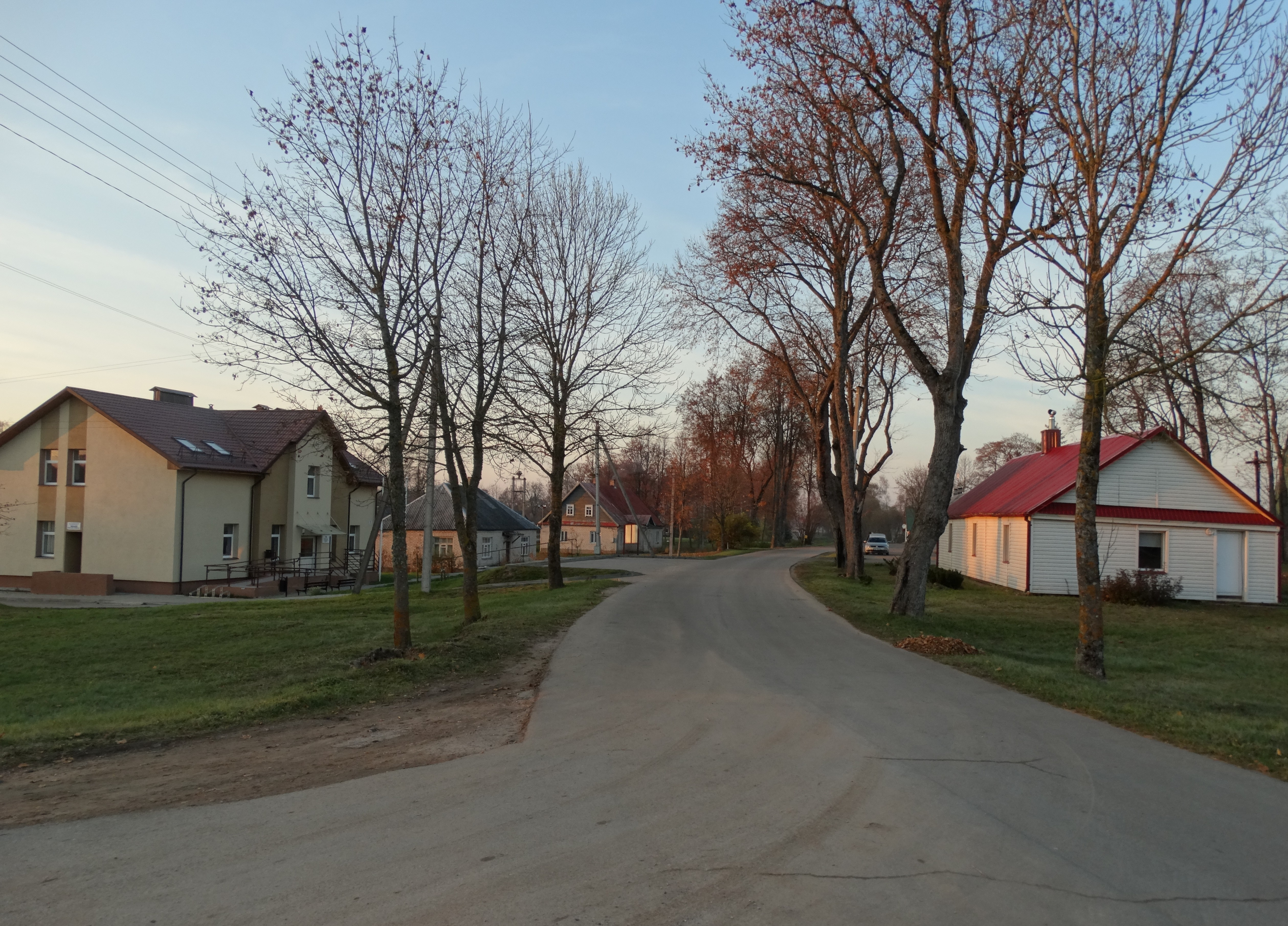
Strada sede della seniūnija locale